# هتل ترانسیلوانیا (فرنچایز)
هتل ترانسیلوانیا (به انگلیسی: Hotel Transylvania) یک فرنچایز چندرسانه‌ای آمریکایی است که توسط نویسنده طنز تاد دورهام ساخته شده‌است. این مجموعه شامل سه فیلم نمایشی، سه رمان گرافیکی و دو فیلم کوتاه تولید شده توسط سونی پیکچرز انیمیشن و همچنین یک مجموعه تلویزیونی پخش شده از شبکه دیزنی و چندین بازی ویدئویی است. این فرنچایز متشکل از یک گروه بازیگری است که معمولاً توسط صدای آدام سندلر، اندی سامبرگ و سلنا گومز هدایت می‌شود.
اولین فیلم، هتل ترانسیلوانیا در سپتامبر ۲۰۱۲ اکران شد، دنباله آن هتل ترانسیلوانیا ۲ در سپتامبر ۲۰۱۵ و فیلم سوم، هتل ترانسیلوانیا ۳: تعطیلات تابستانی، در ژوئیه ۲۰۱۸ اکران شد. این فیلم‌ها نقدهای مختلفی از منتقدان دریافت کرده و بیش از ۱٫۳ میلیارد دلار در سراسر جهان در برابر بودجه تولید ۲۴۵ میلیون دلاری درآمد کسب کرده‌اند. قسمت چهارم با عنوان هتل ترانسیلوانیا ۴: تبدیل شدن در فوریه ۲۰۱۹ اعلام شد که در دست ساخت است و در ۶ ژانویه ۲۰۲۲ منتشر شد.

## ریشه
نویسنده کمدی، تاد دورهام مفهوم هتل ترانسیلوانیا را ارائه داد و آن را به انیمیشن سونی پیکچرز آورد.

## پذیرش

### عملکرد گیشه
| فیلم                                 | تاریخ انتشار    | گیشه ناخالص      | گیشه ناخالص      | گیشه ناخالص        | همه زمان‌بندی | همه زمان‌بندی  | بودجه (میلیون‌ها) | منابع |
| فیلم                                 | تاریخ انتشار    | داخلی            | خارجی            | در سراسر جهان      | داخلی        | در سراسر جهان | بودجه (میلیون‌ها) | منابع |
| ------------------------------------ | --------------- | ---------------- | ---------------- | ------------------ | ------------ | ------------- | ---------------- | ----- |
| هتل ترنسیلوانیا                      | ۲۸ سپتامبر ۲۰۱۲ | ۱۴۸٬۳۱۳٬۰۴۸ دلار | ۲۱۰٬۰۶۲٬۵۵۵ دلار | ۳۵۸۳۷۵۶۰۳ دلار     | ۳۵۹          | ۳۳۹           | ۸۵ دلار          | [ ۴ ] |
| هتل ترانسیلوانیا ۲                   | ۲۵ سپتامبر ۲۰۱۵ | ۱۶۹٬۷۰۰٬۱۱۰ دلار | ۳۰۵٬۰۹۹٬۸۹۰ دلار | ۴۷۴٬۸۰۰٬۰۰۰ دلار   | ۲۸۲          | ۲۱۵           | ۸۰ دلار          | [ ۵ ] |
| هتل ترانسیلوانیا ۳: تعطیلات تابستانی | ۱۳ ژوئیه ۲۰۱۸   | ۱۶۷٬۵۱۰٬۰۱۶ دلار | ۳۵۹٬۵۵۳٬۹۲۴ دلار | ۵۲۷٬۰۶۳٬۹۴۰ دلار   | ۲۹۰          | ۱۸۷           | ۸۰ دلار          | [ ۶ ] |
| جمع                                  | جمع             | ۴۸۵٬۵۲۳٬۱۷۴ دلار | ۸۷۴٬۷۱۶٬۳۶۹ دلار | ۱٬۳۶۰٬۲۳۹٬۵۴۳ دلار | ۲۳           | ۱۶            | ۲۴۵ دلار         | [ ۷ ] |

### پاسخ انتقادی و مردمی
| فیلم                                 | گوجه فرنگی فاسد | متاکریتیک     | سینماسکور |
| ------------------------------------ | --------------- | ------------- | --------- |
| هتل ترنسیلوانیا                      | ۴۴٪ (۱۴۴ بررسی) | ۴۷ (بررسی 32) | الف-      |
| هتل ترانسیلوانیا ۲                   | ۵۶٪ (۱۰۸ بررسی) | ۴۴ (۲۴ بررسی) | الف-      |
| هتل ترانسیلوانیا ۳: تعطیلات تابستانی | ۶۲٪ (۱۱۵ بررسی) | ۵۴ (۲۳ بررسی) | الف-      |

## گاه‌نگاری
1. هتل ترانسیلوانیا: مجموعه تلویزیونی (۲۰۱۷–اکنون)
2. هتل ترانسیلوانیا مستر فوت (۲۰۱۲)
3. هتل ترانسیلوانیا (۲۰۱۲)
4. هتل ترانسیلوانیا ۲ (۲۰۱۵)
5. توله سگ! (۲۰۱۷)
6. هتل ترانسیلوانیا ۳: تعطیلات تابستانی (۲۰۱۸)
7. هتل ترانسیلوانیا ۴: تبدیل شدن (۲۰۲۱)

## بازی‌های ویدیویی
یک بازی اجتماعی بر اساس این فیلم با عنوان بازی اجتماعی هتل ترانسیلوانیا ساخته شده و در ۱۵ اوت ۲۰۱۲ توسط سونی پیکچرز اینتراکتیو منتشر شد. این بازی به بازیکنان این امکان را می‌دهد تا هتل ترانسیلوانیا خود را ایجاد کنند، جایی که آنها باید از مهمانان هتل مراقبت کنند.
یک بازی ویدیویی دیگر با عنوان هتل ترانسیلوانیا، توسط WayForward Technologies ساخته شده و توسط GameMill Entertainment منتشر شده‌است، در تاریخ ۱۸ سپتامبر ۲۰۱۲ برای نینتندو دی‌اس و نینتندو ۳دی‌اس به‌صورت خرده فروشی منتشر شد. این بازی همچنین در Nintendo eShop در آمریکای شمالی در تاریخ ۱۵ نوامبر ۲۰۱۲ منتشر شد.